# Bois-le-Roi, Eure
Bois-le-Roi är en kommun i departementet Eure i regionen Normandie i norra Frankrike. Kommunen ligger i kantonen Saint-André-de-l'Eure som tillhör arrondissementet Évreux. År 2022 hade Bois-le-Roi 1 234 invånare.

## Befolkningsutveckling
Antalet invånare i kommunen Bois-le-Roi
Referens:INSEE